# Giro de Lombardía 1987
El Giro de Lombardía 1987, la 81.ª edición de esta clásica ciclista, se disputó el 17 de octubre de 1987, con un recorrido de 265 km entre Como y Milán. El italiano Moreno Argentin consiguió imponerse en la línea de llegada.  El belga Eric Van Lancker y el francés Marc Madiot acabaron segundo y tercero respectivamente.

## Clasificación final
| Posición | Ciclista           | Equipo                 | Tiempo    |
| -------- | ------------------ | ---------------------- | --------- |
| 1        | Moreno Argentin    | Gewiss-Bianchi         | 6h 52' 10 |
| 2        | Eric Van Lancker   | Panasonic-Isostar      | m. t.     |
| 3        | Marc Madiot        | Système U              | m. t.     |
| 4        | Éric Boyer         | Système U              | + 22"     |
| 5        | Ennio Salvador     | Gis Gelati-Jollyscarpe | m. t.     |
| 6        | Walter Magnago     | Carrera-Vagabond       | m. t.     |
| 7        | Claude Criquielion | Hitachi-Marc           | m. t.     |
| 8        | Flavio Giupponi    | Del Tongo-Colnago      | m. t.     |
| 9        | Charly Mottet      | Système U              | m. t.     |
| 10       | Leo Schönenberger  | Fibok-Müller           | + 1'02"   |